# Kimaguren
Kimaguren (キマグレン) é um duo musical de pop/reggae originário de Zushi, Kanagawa. O grupo foi formado em maio de 2005, tendo o lançamento do seu primeiro single,"Omoi Omoi", em 2006, com . Estrearam sob o selo da gravadora Universal em 2008 com o single "Aenai Uta". São principalmente conhecidos pela sua canção "LIFE",  na qual foi utilizada como a canção au da Smart Sports CM.

## Membros
- Iseki (vocais, guitarra acústica, música) (nome completo: Iseki Yasumasa (井関靖将))
- Kurei (vocais, letras) (nome completo: Kurei Yuuki (榑井勇輝))

## História
Iseki e Kurei conheceram-se originalmente em 1996 (quando ambos tinham 16 anos) numa escola de natação em Zushi. Ambos passaram longos períodos das suas vidas em Zushi, apesar de terem vivido em diversos locais: Iseki viveu em Singapura durante a infância e Kurei viveu no Canadá e na Europa entre os 5 e os 9 anos de idade. Kurei foi também aluno da Yokohama International School a partir dos 9 anos e fez intercâmbio aos 13 na Tasmânia. O par separou-se na universidade: Kurei partiu para os EUA e estudou ciências médicas na Universidade de Syracuse no estado de Nova Iorque, enquanto que Iseki ficou na província e estudou Direito na Meiji Gakuin University em Yokohama.
Em Maio de 2005, o duo Kimaguren foi criado. 

## Curiosidades
- Apesar da banda se orgulhar de ser originária de Zushi, Kurei nasceu na verdade em Niigata.
- Quando criam as suas músicas, mantêm em mente três aspetos: Vida, Amor e Local.
- Os seus fãs auto-intitulam-se Kimagurangers (katakana: (キマグレンジャー)

## Discografía

### Álbuns
- [2007.07.25] LIFE (indie mini-álbum)
- [2008.07.16] ZUSHI
- [2009.06.17] Sora×Shōnen (空×少年; Sky×Boy)
- [2010.07.14] ALIVE

### Singles
- [2006.03.18] Omoi Omoi (想い思い; Thoughts, Thoughts) (indie)
- [2008.02.20] Aenai Uta (あえないウタ; Tragic Song)
- [2008.05.14] LIFE
- [2008.11.19] Ai NEED (愛NEED; I Need Love)
- [2009.03.04] Tengoku no Yuubin Post (天国の郵便ポスト; Postal Service of Heaven)
- [2009.06.17] Kimi no Inai Sekai (君のいない世界; The World Without You)
- [2009.11.11] SMILE
- [2010.06.16] Remember (リメンバー)

### Colaborações/ Outros
- [2007.12.05] Ai no Uta (#11 Tokoshie)
- [2008.07.09] Natsu Uta (#4 Omoi Omoi)
- [2008.07.23] RYTHEM with Kimaguren - Love Call
- [2009.10.29] DJ KAORI'S JMIX II (#3 LIFE (Smart Sports ver.) -STUDIO APARTMENT Remix-)
- [2008.11.26] Ai no Uta 2 (Various Artists)|Ai no Uta 2 (#2 LIFE)
- [2009.01.21] Moba♥Uta (#3 LIFE)
- [2009.02.18] J-Poppi Densetsu 2 DJ Kazu in What's in 20th Mix|J-Poppi Densetsu 2 [DJ Kazu in WHAT's IN? 20th MIX] (#7 LIFE)
- [2009.02.25] C-love Fragrance|C-love FRAGRANCE (#8 LIFE (Smart Sports ver.)-STUDIO APARTMENT Remix-)
- [2009.02.25] Supokon! -Sports Music Compilation (#6 LIFE)
- [2009.03.25] CHAGE - Many Happy Returns (#9 Lennon no Miscasting with Kimaguren)
- [2009.03.25] Title wa Life|Title wa LIFE (#14 LIFE)
- [2009.05.13] Doumo CD Iwai Doumo 20 Shuunen Compilation (#3 Aenai Uta)
- [2009.05.13] Yuzuguren - two Yuu (two友)
- [2009.05.20] Ichiban na Taisetsu Kimi e Okuru Uta ~Koibito e~ (#3 Omoi Omoi)
- [2009.05.27] May J. - FAMILY (#2 Moshi Kimi to with Kimaguren)
- [2010.09.01] MEGARYU - Megaton Kick (#7 DRIVER feat. Kimaguren)